# Bordsch-e Milad

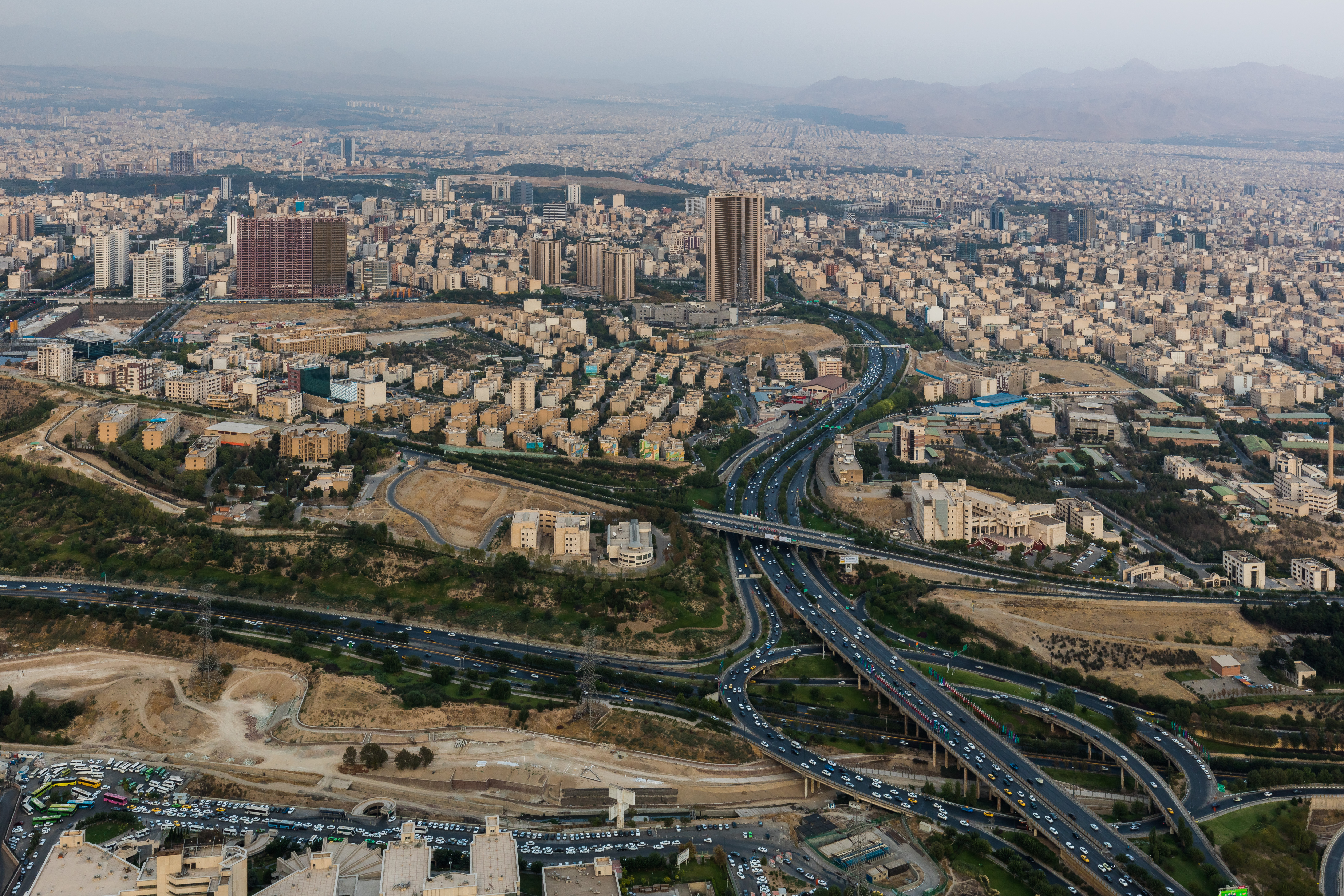
Blick von Teheran aus dem Turm.

Bordsch-e Milad, andere (englische) Schreibweise Borj-e Milad (persisch برج میلاد bordsch-e mīlād, DMG borǧ-e mīlād, ‚Turm der Geburt‘; englisch Milad Tower), ist ein Fernsehturm in der iranischen Hauptstadt Teheran und mit 435 Metern der höchste Turm des Landes und der sechsthöchste Fernsehturm der Welt. Er steht nordwestlich des Zentrums im Stadtteil Gischā und ist auch aufgrund seiner erhöhten Lage ein Blickfang im Stadtbild.

## Aufbau
Der Bordsch-e Milad wurde vom Architekten Mohammad Reza Hafezi entworfen.
Der Turmkorb besteht aus zwölf Stockwerken und erstreckt sich von 250 Meter bis 315 Meter Höhe. Mit einer Fläche von 12.000 m² besitzt der Bordsch-e Milad den größten Turmkorb weltweit. Der Turm verfügt über ein Treppenhaus und Aufzüge. Der Antennenmast aus Stahl misst eine Höhe von 120 Meter.
Für Besucher und Touristen bietet der Fernsehturm mehrere Aussichtsplattformen. Auf 276 Metern Höhe befindet sich seit Mai 2005 außerdem ein Restaurant. Er ist Teil des neuen Handelszentrums The Tehran International Trade and Convention Center.
Auftraggeber für den Fernsehturm ist die Stadtverwaltung Teherans. Der Fernsehturm ist der sechsthöchste weltweit und besitzt in seinem Turmkorb mit Platz für 400 Personen das größte Turm-Restaurant der Welt.

## Sport
Am 6. Dezember 2017 fand bereits zum zweiten Mal im Rahmen des Towerrunning World Cup ein internationaler Treppenlauf über die 1866 Stufen bis in die Skydome genannte Aussichtsebene auf 302 m statt. Es wurden sowohl Herren- als auch Damenwertung veranstaltet und die jeweiligen Sieger mit Preisgeldern im vierstelligen Eurobereich prämiert.

## Rang
- Höchster Betonturm in Vorderasien
- Weltweit 6-höchster Fernsehturm
- Weltweit 17-höchstes freistehendes Bauwerk